# Monte Kali
Als Monte Kali, Kaliberg oder Kalimandscharo werden umgangssprachlich mehrere Salzhalden in Deutschland bezeichnet, die hauptsächlich aus Steinsalz bestehen. Sie stellen ein ökologisches Problem dar, weil Salze und Schwermetalle durch Niederschläge ausgewaschen werden und Böden, Grundwasser und Oberflächengewässer in der Umgebung belasten.
Der bekannteste Kaliberg ist der Monte Kali bei Heringen (Werra) in Hessen; er überragt die Umgebung um mehr als 200 Meter und ist bis zu einer Höhe von 520 m ü. NHN genehmigt. Nach Höhenlinien auf amtlichen Karten war er 2021 zumindest über 505 m über NHN hoch, sein Nachbar bei Philippsthal über 510 m.
Kaliberge bestehen typischerweise zum Großteil aus Kochsalz, das als Abfallprodukt bei der Kaliproduktion anfällt. Die Verwertung des Salzes, z. B. als Streusalz oder Lebensmittel, ist aufgrund der Verunreinigungen unwirtschaftlich, da Salz an anderen Lagerstätten mit höherer Reinheit gefördert werden kann. Andere Entsorgungswege, wie die Lösung in Oberflächenwässern oder die Verpressung in der Erde, sind entweder unwirtschaftlich oder stoßen an umweltrechtliche Grenzen.

## Liste
Kaliberge in Deutschland sind:
- Monte Kali (Heringen) in Heringen (Werra)[6] (Landkreis Hersfeld-Rotenburg in Hessen), nah davon
- in Philippsthal (Werra)[7] (Landkreis Hersfeld-Rotenburg, Hessen)
- in Bokeloh, Lehrte, Ronnenberg  und Sehnde (alle in der Region Hannover in Niedersachsen)
- in Giesen (Landkreis Hildesheim in Niedersachsen)[8]
- in Wathlingen (Landkreis Celle in Niedersachsen)
- die Salzhalden des Kaliwerks Zielitz[9] (Landkreis Börde in Sachsen-Anhalt)
- die Salzhalde „Kalimandscharo“ des ehemaligen Kalibergwerkes Sollstedt (Landkreis Nordhausen in Thüringen)
- die Salzhalde „Monte Kali“ des Kalibergwerkes Neuhof-Ellers[10] (Landkreis Fulda in Hessen)
- die Salzhalde des ehemaligen Kalibergwerkes Johannashall (Saalekreis in Sachsen-Anhalt)
- die westliche Halde „Kalimandscharo“ des ehemaligen Kalibergwerkes Krügershall in Teutschenthal (Saalekreis in Sachsen-Anhalt)

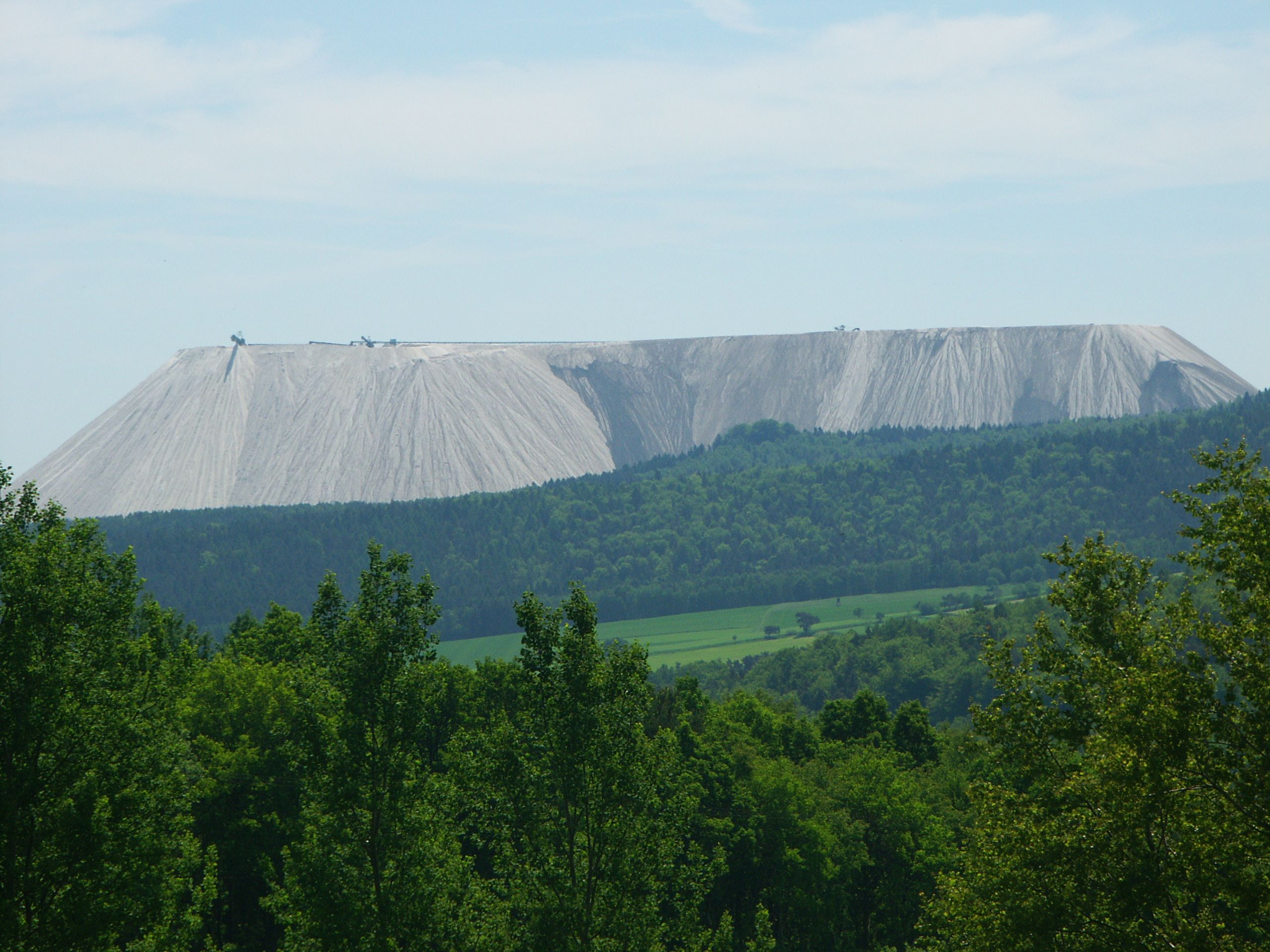
Monte Kali bei Heringen
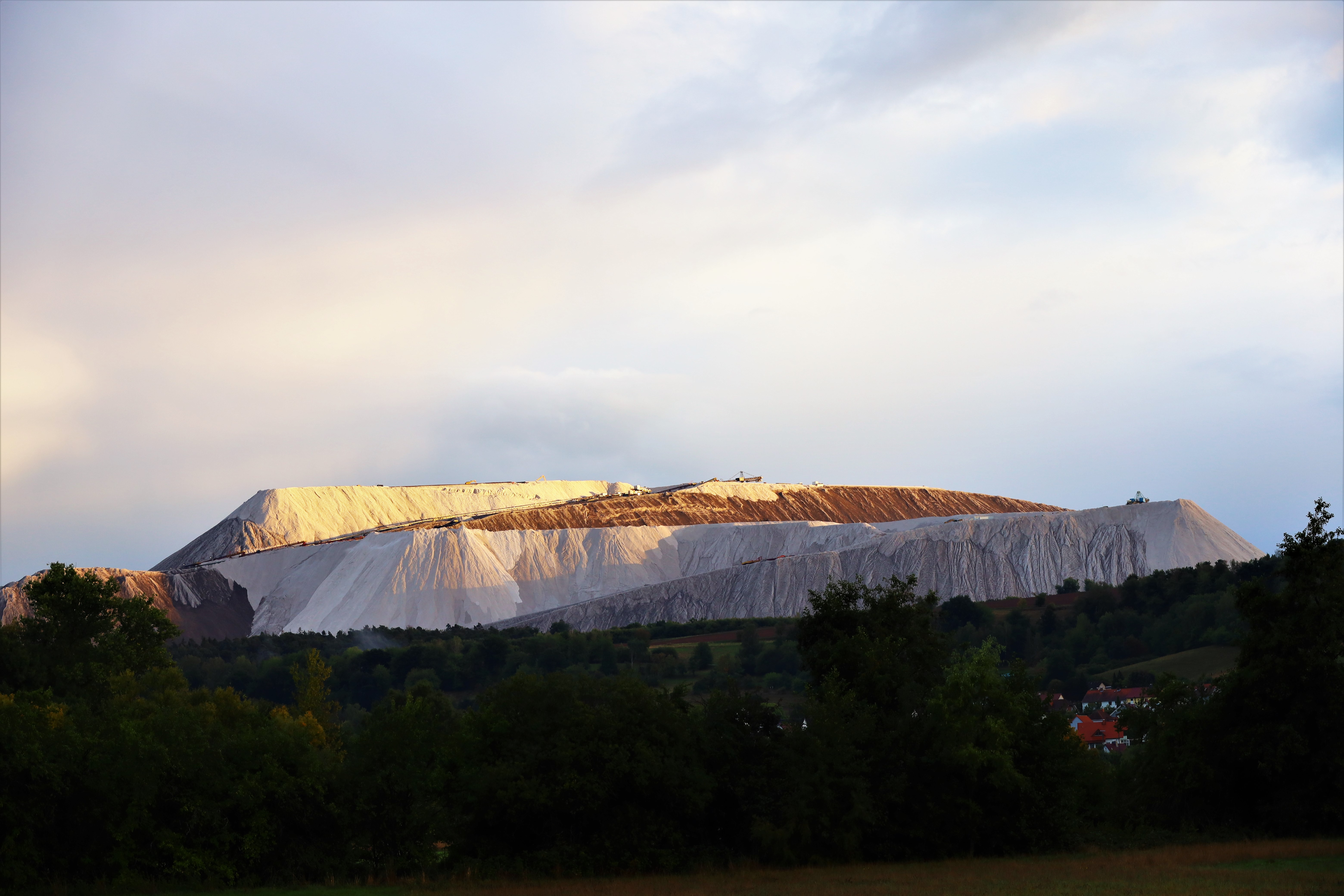
Kaliberg Philippsthal
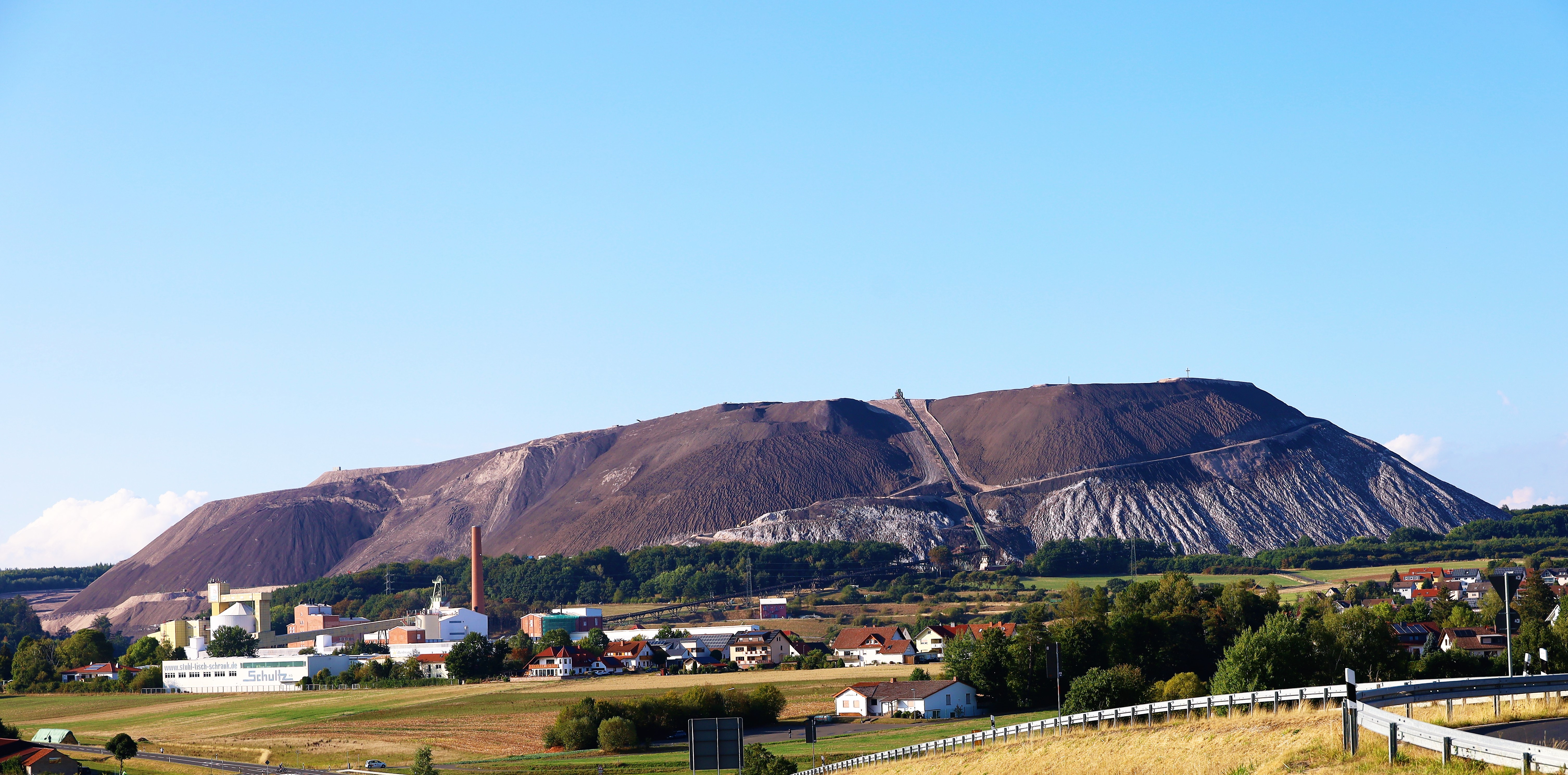
Abraumhalde Neuhof
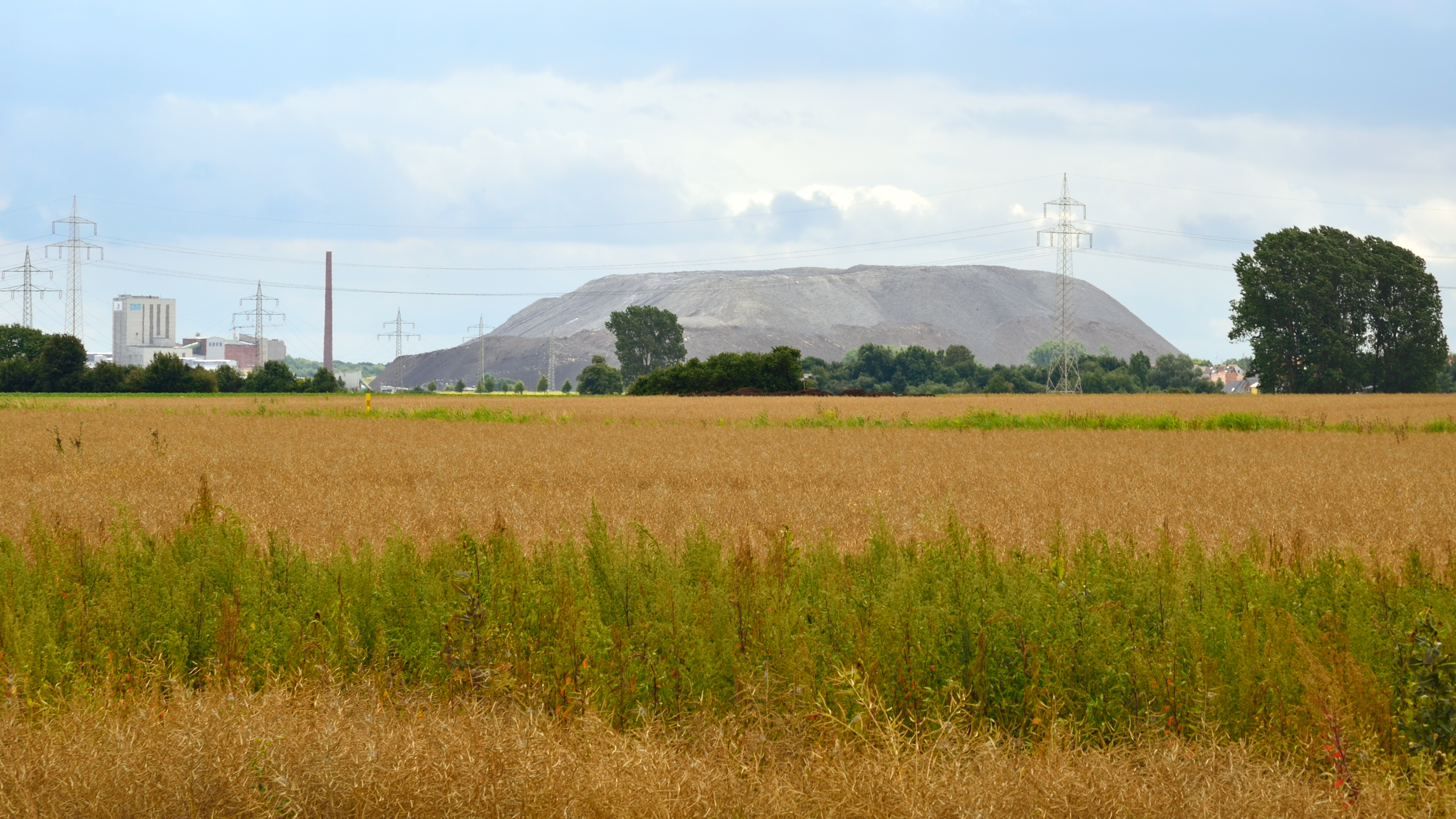
Abraumhalde Lehrte
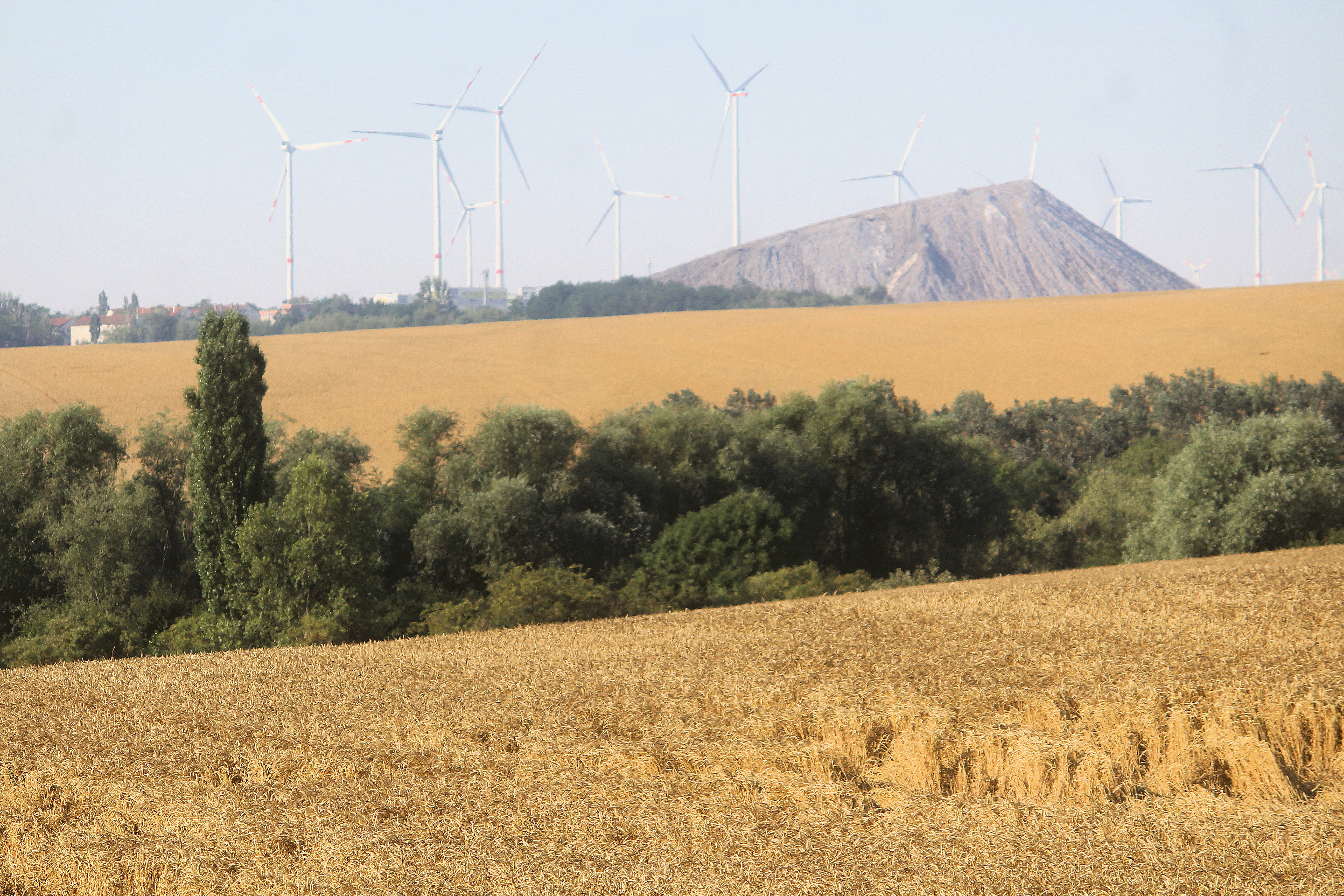
Kalimandscharo Teutschenthal